# Åse Michaelsen
Pour les articles homonymes, voir Michaelsen.
Åse Michaelsen, née le 4 juin 1960 à Mandal, est une femme politique norvégienne.